# Дон-Урай
Дон-Урай — деревня в Рыбно-Слободском районе Республики Татарстан.
Расположена на реке Урайка в 8 км к востоку от посёлка городского типа Рыбная Слобода.

## История
Поселение основано в период Казанского ханства. В источниках до 1917 года известно под названием Донауровский Урай, Богородское.
Село Урай-Донауровский край принадлежало Донаурову Петру Михайловичу. Род Донауровых происходит из грузин. Михаил Иванович Донауров служил при императоре Павле I. Один из его сыновей — Пётр — был государственным контролером, а другой — Иван — известным автором русских романсов. Всего им принадлежало 13 000 десятин земли.
До 1860-х годов жители относились к категории удельных крестьян (до 1797 года — дворцовые). Занимались земледелием, разведением скота, гончарным промыслом. В начале XX века в Дон-Урае функционировали Казанско-Богородицкая церковь, церковно-приходская школа, 4 горшечных заведения, казённая винная, 2 пивные, 2 бакалейные лавки. Село было известно гончарным промыслом. В этот период земельный надел сельской общины составлял 1326 десятин.
До 1920 село входило в Бетьковскую волость Лаишевского уезда Казанской губернии. С 1920 года в составе Лаишевского кантона Татарской АССР. С 1927 года в Рыбно-Слободском районе, с 01.02.1963 в Пестречинском районе. В 1965 году вновь включено в состав Рыбно-Слободского района.

## Население
| 1782       | 1859 | 1897 | 1908 | 1920 | 1926 | 1989 | 2010 |
| ---------- | ---- | ---- | ---- | ---- | ---- | ---- | ---- |
| 523 (муж.) | 779  | 911  | 1205 | 1184 | 1180 | 132  | 111  |